# Вільябуена-де-Алава
Вільябуена-де-Алава, Ескуернага (ісп. Villabuena de Álava, баск. Eskuernaga) — муніципалітет в Іспанії, у складі автономної спільноти Країна Басків, у провінції Алава. Населення — 318 осіб (2009).
Муніципалітет розташований на відстані близько 250 км на північ від Мадрида, 32 км на південь від Віторії.

## Демографія
Динаміка населення (INE ):

## Галерея зображень

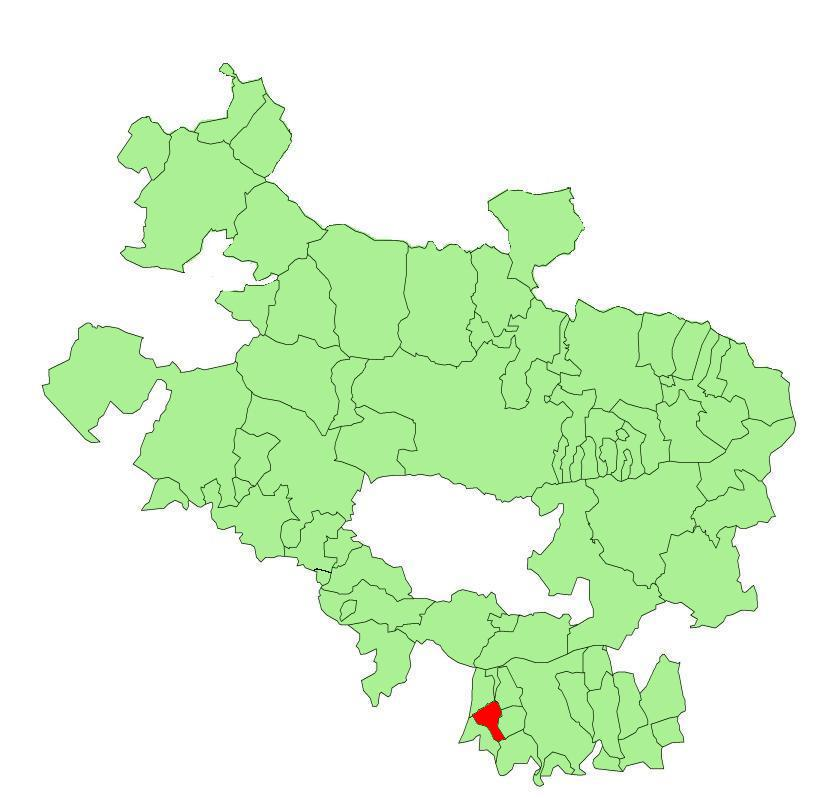
Розташування муніципалітету
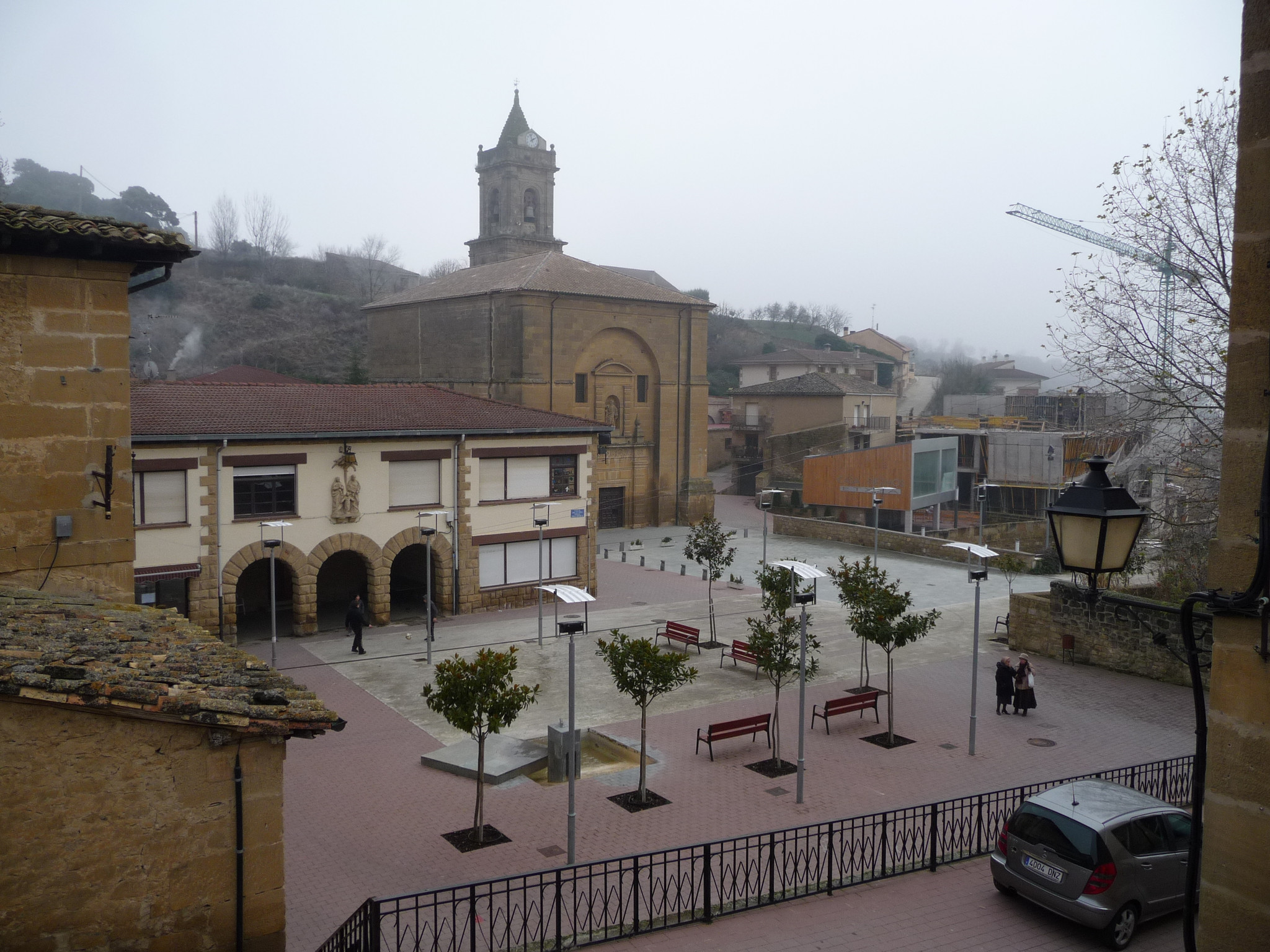
Церква Сан-Андрес